# Victoria Balfe
Victoria Balfe, también conocida en Gran Bretaña como Victoire Crampton por su primer matrimonio (París, 1 de septiembre de 1837 - Madrid, 22 de enero de 1871), fue una cantante de ópera, ennoblecida por sus dos matrimonios, el segundo con un grande de España, que la convirtió en duquesa de Frías.

## Primeros años
Victoria fue la segunda hija del matrimonio formado por el cantante y compositor de ópera irlandés Michael William Balfe y la soprano húngara de ascendencia austríaca Lina Roser. Su padre, que supervisaría toda su carrera, le dio las primeras lecciones de canto y luego estudió piano en el Conservatorio de París. Prosiguió luego sus estudios musicales en Londres, donde tuvo maestros tan prestigiosos como sir William Sterndale Bennett y Manuel Vicente García; y a los dieciocho años se trasladó a completar su formación en Italia.

## Breve carrera operística
El debut de Victoria Balfe tuvo lugar en el Lyceum Theatre de Londres el 28 de mayo de 1857, en el papel protagonista de Amina de La sonámbula, de Bellini, obteniendo un notable éxito. Otros papeles que le darían renombre fueron el de Lucía en la ópera de Donizetti y el de Zerlina en el Don Giovanni mozartiano.
Su carrera operística duraría, sin embargo, solo tres temporadas. Al concluir la de 1857 en Londres, tras pasar por Dublín y Birmingham, marchó a Italia, donde actuó en 1858, obteniendo un brillante éxito en Turín. En la temporada de 1859 actuó con un contrato de exclusiva en el Teatro Drury Lane, donde interpretó sus tres papeles de referencia, pero no revalidó el éxito obtenido dos años antes; en buena parte por la limitación de sus facultades vocales, más evidente que antes por el mayor aforo de este teatro. Su principal acontecimiento musical de esta temporada fue la interpretación en julio del papel de Arline en la ópera de su padre The Bohemian Girl, en una función a beneficio del autor, que es también la última de Victoria de la que queda constancia.

## Matrimonios
En diciembre de 1859 Victoria viajó con su padre a San Petersburgo, donde su atractivo le granjeó un gran éxito entre la colonia británica de diplomáticos y hombres de negocios, que le obsequió con un regalo de homenaje costeado por suscripción Así conoció Victoria al embajador británico ante la corte zarista, el baronet sir John Fiennes Twistleton Crampton, que entonces tenía 55 años y con el que contrajo matrimonio en menos de tres meses, el 31 de marzo de 1860, cuando Victoria aún no había cumplido 23. Con igual rapidez Michael Balfe obtuvo de su yerno, que era tres años mayor que él y al que se dirigía como "Sir John", un préstamo de mil libras, que le urgía para saldar una deuda por la que ya había sido demandado y que no consta fuera devuelto. El matrimonio de Victoria con el baronet duraría poco: ella instó y obtuvo su anulación el 20 de noviembre de 1863, alegando impedimento matrimonial de impotencia. En opinión de algunos, el rápido matrimonio de Victoria con un rico diplomático ya mayor, seguido inmediatamente de un préstamo del marido a su suegro y de un no menos rápido divorcio, invita a especular con una conspiración familiar.
Sea como fuere, Victoria no tardó en contraer tras su divorcio un nuevo matrimonio ventajoso, aunque más parejo en edad; esta vez con  José María Bernardino Silverio Fernández de Velasco y Jaspe (20 de junio de 1836-20 de mayo de 1888), XV Duque de Frías, de una tan antigua como rica familia de la nobleza española, cuyo padre había sido Presidente del Consejo de Ministros. Victoria había conocido al duque en 1860, cuando su todavía marido desempeñaba un destino diplomático en Madrid y contrajeron matrimonio en 1864.

## Muerte y legado

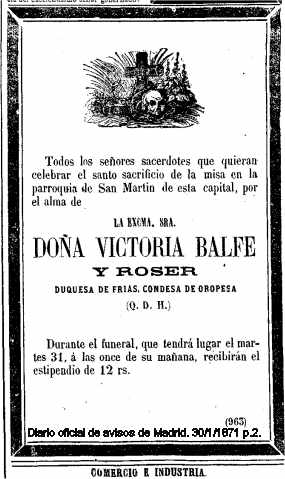
Diario oficial de Avisos de Madrid, 30 de enero de 1871, pág. 2

Victoria Balfe, duquesa de Frías y condesa de Oropesa, murió en Madrid el 22 de enero de 1871, con solo 33 años, a consecuencia de las complicaciones de unas fiebres reumáticas. Aunque algunas fuentes indican que está sepultada en la Catedral de Burgos, reposa en el Cementerio de San Isidro de Madrid, en un panteón familiar, junto a su esposo.
Dejó tres hijos de su segundo matrimonio, dos de los cuales, Bernardino y Guillermo, serían sucesivamente duques de Frías

## Homenajes
En Burgos tiene una calle dedicada a su memoria. (42°21′41″N 3°40′46″O / 42.361272, -3.679421) 